# Kaap Agulhas
Kaap Agulhas ook wel Naaldkaap genoemd, is geografisch gezien het zuidelijkste punt van Afrika. De kaap ligt 170 kilometer ten oosten van Kaapstad, en iets ten zuiden ervan, op 34°50'S 20°00'E.
Op deze plaats ontmoeten de Indische Oceaan en de Atlantische Oceaan elkaar en ligt de Agulhasbank. De warme Agulhasstroom vloeit langs de oostkust van Afrika af en draait terug naar de Indische Oceaan. De zee rondom Kaap Agulhas is berucht wegens winterstormen en reusachtige golven, die 30 meter hoog kunnen worden en zelfs grote schepen kunnen verpletteren. In 1849 is er de Kaap Agulhasvuurtoren gebouwd.
De zeebodem nabij de kust is uitermate vlak, en staat bekend als de beste visvangstgrond in Zuid-Afrika. Deze wordt de Agulhasbank genoemd en is minder dan 100 meter diep. Pas 250 km verder de zee in, wordt het geleidelijk dieper.

## Naam
De naam Agulhas betekent Naalden. Portugese zeelieden noemden de kaap zo omdat de kompasnaald in deze regio voor grote verwarring zorgde. Rond het jaar 1500 werd ontdekt dat hier, in tegenstelling tot wat de magnetische declinatie laat vermoeden, het magnetische noorden (het noorden volgens een kompasnaald) toentertijd wel samenviel met het geografische noorden. (De magnetische noordpool verplaatst zich in de loop der tijden.) 

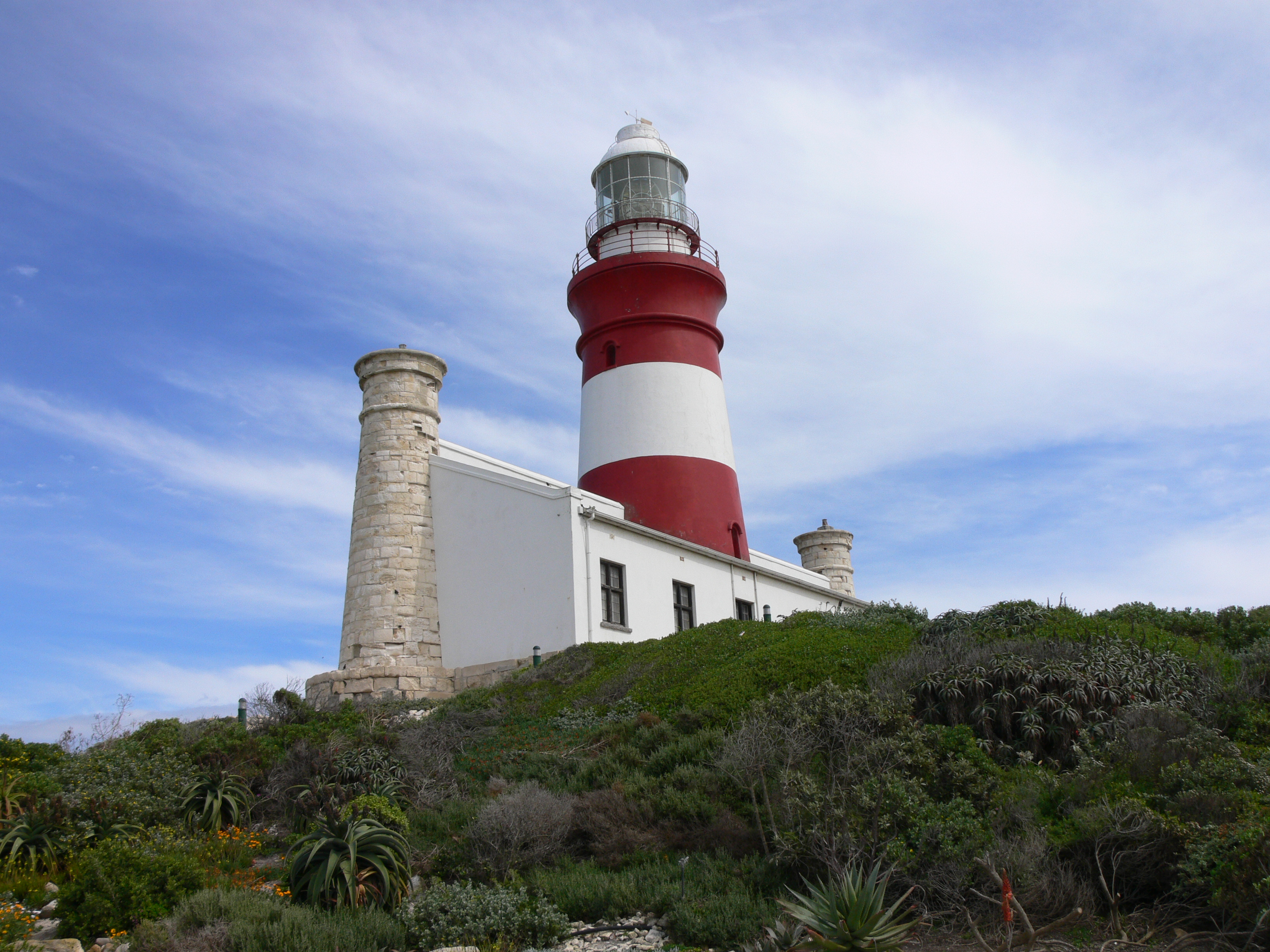
Kaap Agulhasvuurtoren
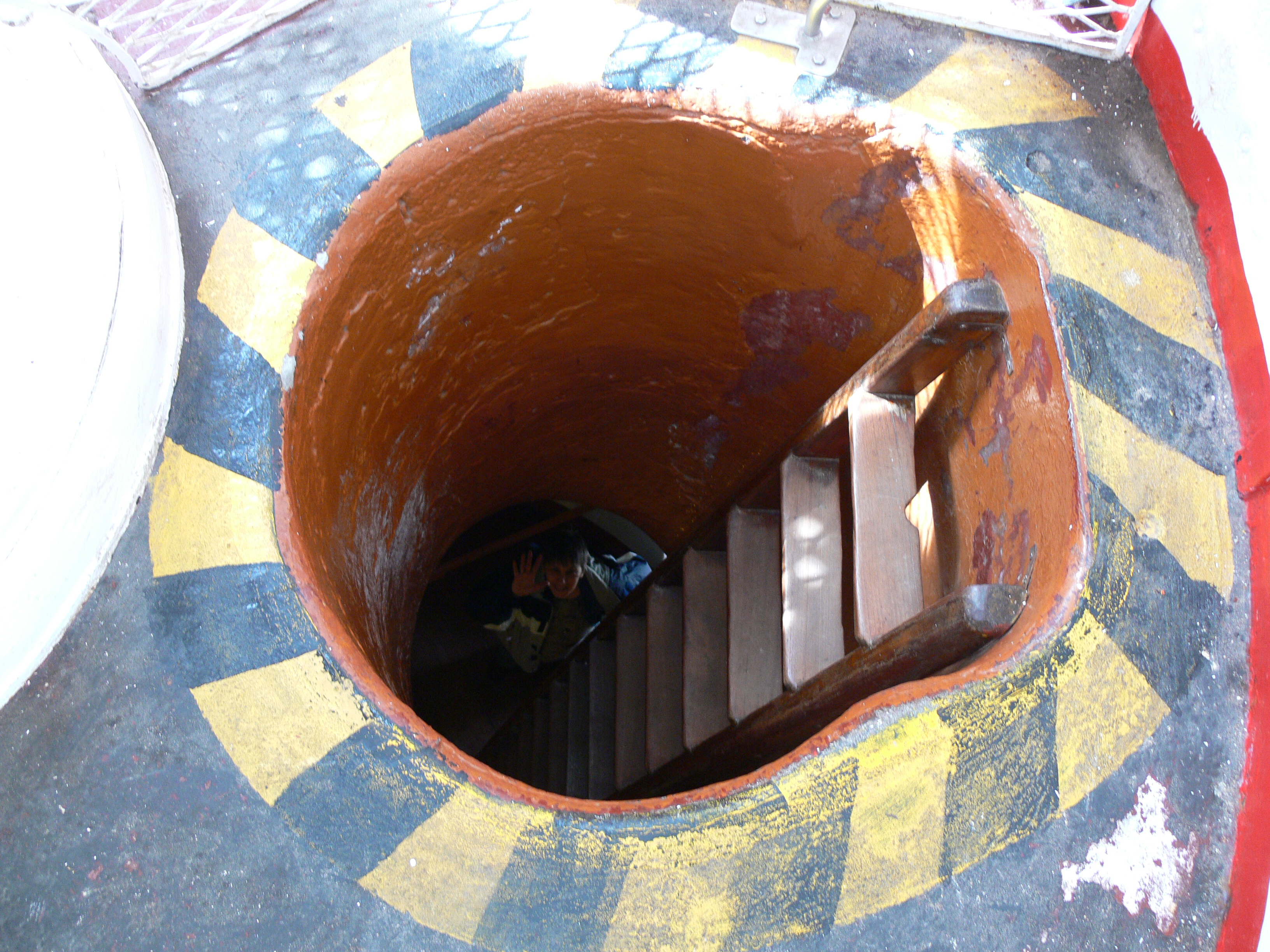
Trap van de vuurtoren